# Amir Alvarado
Amir Alvarado (Panama, 19 luglio 1984) è un cestista panamense.

## Carriera
Con Panama ha disputato i  Campionati americani del 2007.